# Stigmeurytoma eucalypti
Stigmeurytoma eucalypti är en stekelart som först beskrevs av William Harris Ashmead 1900.  Stigmeurytoma eucalypti ingår i släktet Stigmeurytoma och familjen kragglanssteklar. Inga underarter finns listade i Catalogue of Life.